# XG
XG (skrót od Xtraordinary Girls) – japoński girlsband działający globalnie, z siedzibą w Korei Południowej. Grupa została utworzona przez Xgalx, spółkę zależną Avex i składa się z siedmiu członkiń: Jurin, Chisa, Hinata, Juria, Cocona, Maya i Harvey. Zadebiutowały 18 marca 2022 roku wraz z wydaniem singla „Tippy Toes”. 

## Nazwa
Nazwa grupy XG to skrót od „Xtraordinary Girls”. Termin ten jest używany jako aspiracyjna nazwa grupy, która stara się wzmocnić pozycję młodych ludzi na całym świecie dzięki ich świeżej, pomysłowej muzyce i występom.

## Kariera

### Przed debiutem

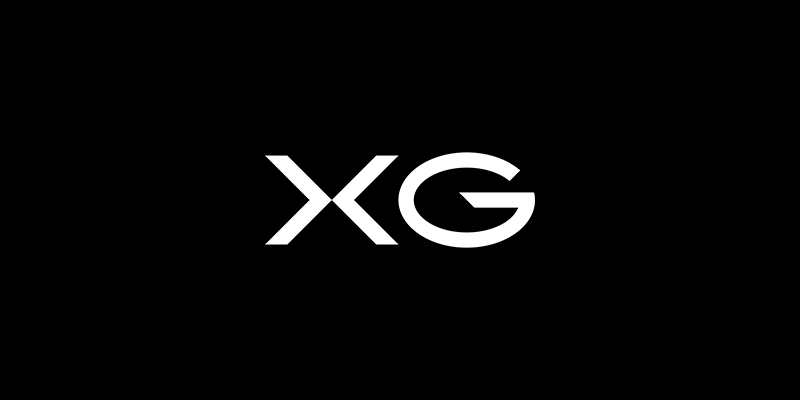
Oficjalne logo XG

Konta XG w mediach społecznościowych zostały uruchomione 25 stycznia 2022, wraz z filmem zatytułowanym Xgalx – The Beginning. Wideo pokazało kilka dziewcząt trenujących dla Projektu Xgalx. Następnie pojawił się film z występem tanecznym wyreżyserowany przez Choi Hyo-jin z koreańskiego programu telewizyjnego Street Woman Fighter. W ciągu następnych kilku tygodni grupa wydała serię zwiastunów, w filmik, w którym Jurin i Harvey wykonują cover utworu „Chill Bill” Roba Stone'a oraz cover utworu „Peaches” Justina Biebera, w wykonaniu Jurii i Chisy. 2 lutego, XG opublikowały filmy z solowymi występami tanecznymi, w których każda członkinia tańczy w innym stylu. 

### 2022–2023: Debiut z „Tippy Toes”, wydanie „Shooting Star”,New DNAoraz „Winter Without You”
18 marca XG zadebiutowały wydając singiel „Tippy Toes”. 
29 czerwca wydały drugi singiel zatytułowany „Mascara”, wraz z którym pierwszy raz wystąpiły w programie Mnet, M Countdown.
25 stycznia 2023 roku XG wydały trzeci singiel „Shooting Star” wraz z teledyskiem i utworem „Left Right”.
6 marca XG znalazły się na liście Mediabase US Radio Top 40, stając się pierwszymi japońskmi artystkami i pierwszą japońską grupą, która to zrobiła.
30 czerwca XG wydały przedpremierowy digital single „Grl Gvng”, wraz z teledyskiem, poprzedzający ich nadchodzący minialbum. 27 września XG wydały swój pierwszy minialbum New DNA, wraz z teledyskiem do singla „Puppet Show”.
8 grudnia XG wydały czwarty digital single „Winter Without You” wraz z teledyskiem.

### Od 2024: „Undefeated”, „Woke Up” oraz „Something Ain't Right”
12 kwietnia 2024 roku XG, we współpracy z grą Valorant, wydały digital single „Undefeated” dla Valorant Champions 2024.
21 maja XG wydały czwarty singiel „Woke Up”, wraz z teledyskiem.
26 lipca XG wydały przedpremierowy digital single „Something Ain't Right”, wraz z teledyskiem, poprzedzający ich nadchodzący minialbum, która ma być wydany 8 listopada.

## Członkinie
| Pseudonim   | Pseudonim  | Prawdziwe imię    | Prawdziwe imię | Data urodzenia    |
| Latynizacja | Japoński   | Latynizacja       | Japoński       | Data urodzenia    |
| ----------- | ---------- | ----------------- | -------------- | ----------------- |
| Jurin       | ジュリン   | Asaya Jurin       | 浅谷珠琳       | 19 czerwca 2002   |
| Chisa       | チサ       | Kondō Chisa       | 近藤千彩       | 17 stycznia 2002  |
| Hinata      | ヒナタ     | Sōhara Hinata     | 宗原ひなた     | 11 czerwca 2002   |
| Harvey      | ハーヴィー | Amy Jannet Harvey | ハーヴィー瑛美 | 18 grudnia 2002   |
| Juria       | ジュリア   | Ueda Juria        | 上田純利亜     | 28 listopada 2004 |
| Maya        | マヤ       | Kawachi Maya      | 河地マヤ       | 10 sierpnia 2005  |
| Cocona      | ココナ     | Akiyama Kokona    | 秋山心響       | 6 grudnia 2005    |

## Dyskografia

### Minialbumy
| Rok  | Dane dot. albumu                                                                                | Najwyższe pozycje | Najwyższe pozycje | Najwyższe pozycje | Najwyższe pozycje | Sprzedaż                       | Certyfikaty   |
| Rok  | Dane dot. albumu                                                                                | JPN               | JPN Comb.         | JPN Hot           | KOR               | Sprzedaż                       | Certyfikaty   |
| ---- | ----------------------------------------------------------------------------------------------- | ----------------- | ----------------- | ----------------- | ----------------- | ------------------------------ | ------------- |
| 2023 | New DNA - Wydany: 27 września 2023 - Wytwónia: Xgalx - Formaty: CD, digital download, streaming | 2                 | 2                 | 1                 | 8                 | - JPN: 100 000+ - KOR: 33 498+ | - RIAJ: Złoty |

### Single
| Rok  | Tytuł                   | Najwyższe pozycje | Najwyższe pozycje | Najwyższe pozycje | Najwyższe pozycje | Najwyższe pozycje | Najwyższe pozycje | Najwyższe pozycje | Najwyższe pozycje | Sprzedaż                    | Album         |
| Rok  | Tytuł                   | JPN               | JPN Comb.         | JPN Hot           | KOR Album         | HUN               | NZ Hot            | SGP               | WW Excl. US       | Sprzedaż                    | Album         |
| ---- | ----------------------- | ----------------- | ----------------- | ----------------- | ----------------- | ----------------- | ----------------- | ----------------- | ----------------- | --------------------------- | ------------- |
| 2022 | „Tippy Toes”            | –                 | –                 | –                 | –                 | –                 | –                 | –                 | –                 | –                           | –             |
| 2022 | „Mascara”               | –                 | 27                | 14                | –                 | –                 | –                 | –                 | –                 | –                           | –             |
| 2023 | „Shooting Star”         | –                 | 27                | 26                | –                 | 32                | –                 | 23                | 144               | - JPN: 4151+                | Shooting Star |
| 2023 | „Grl Gvng”              | –                 | –                 | 94                | –                 | –                 | 16                | –                 | –                 | - JPN: 1635+                | New DNA       |
| 2023 | „TGIF”                  | –                 | –                 | 93                | –                 | –                 | 33                | –                 | –                 | - JPN: 1220+                | New DNA       |
| 2023 | „New Dance”             | –                 | –                 | 18                | –                 | –                 | –                 | –                 | –                 | - JPN: 1498+                | New DNA       |
| 2023 | „Puppet Show”           | –                 | –                 | 63                | –                 | –                 | –                 | –                 | –                 | –                           | New DNA       |
| 2023 | „Winter Without You”    | –                 | –                 | 58                | –                 | –                 | –                 | –                 | –                 | –                           | –             |
| 2024 | „Undefeated”            | –                 | –                 | –                 | –                 | –                 | –                 | –                 | –                 | –                           | –             |
| 2024 | „Woke Up”               | 5                 | 7                 | 5                 | 12                | –                 | –                 | –                 | 183               | - JPN: 32 606 - KOR: 24 107 | –             |
| 2024 | „Something Ain't Right” | –                 | 24                | 20                | –                 | –                 | 18                | –                 | 161               | –                           | –             |

### Inne notowane utwory
| Rok  | Tytuł        | Najwyższe pozycje | Najwyższe pozycje | Album         |
| Rok  | Tytuł        | SGP Reg.          | US Pop            | Album         |
| ---- | ------------ | ----------------- | ----------------- | ------------- |
| 2023 | „Left Right” | 22                | 27                | Shooting Star |

## Filmografia

### Teledyski
| Rok  | Tytuł                   | Reżyser(zy)                                 | Źr.                   |
| ---- | ----------------------- | ------------------------------------------- | --------------------- |
| 2022 | „Tippy Toes”            | Jeong Nuri (Cosmo)                          | [ 43 ]                |
| 2022 | „Mascara”               | Paranoid Paradigm (VM Project Architecture) | [ potrzebny przypis ] |
| 2023 | „Shooting Star”         | Rima Yoon, Jang Dongju (Rigend Film)        | [ 44 ]                |
| 2023 | „Left Right”            | Jinooya Makes                               | [ potrzebny przypis ] |
| 2023 | „Grl Gvng”              | Cho Giseok                                  | [ 45 ]                |
| 2023 | „TGIF”                  | Rima Yoon, Jang Dongju (Rigend Film)        | [ potrzebny przypis ] |
| 2023 | „New Dance”             | Seo Donghyuk (Flipevil)                     | [ potrzebny przypis ] |
| 2023 | „Puppet Show”           | Hong Minho (Studio Achilles)                | [ 46 ]                |
| 2023 | „Winter Without You”    | Yvng Wing (Aedia Studio)                    | [ potrzebny przypis ] |
| 2024 | „Woke Up”               | Cho Giseok                                  | [ potrzebny przypis ] |
| 2024 | „Something Ain't Right” | Yvng Wing                                   | [ potrzebny przypis ] |

## Nagrody i nominacje
| Rok  | Ceremonia wręczenia nagród   | Kategoria         | Wynik   | Źr.    |
| ---- | ---------------------------- | ----------------- | ------- | ------ |
| 2023 | K-Star MVA                   | Next Star – Women | Wygrana | [ 47 ] |
| 2022 | MTV Video Music Awards Japan | Rising Star Award | Wygrana | [ 48 ] |